# Hana Peklová
Hana Peklová, coniugata Brůhová (Karlovy Vary, 24 maggio 1960), è un'ex cestista cecoslovacca.

## Carriera
Con la Cecoslovacchia ha disputato cinque edizioni dei Campionati europei (1978, 1980, 1981, 1983, 1985).